# 阿尔泰堇菜
阿尔泰堇菜（学名：Viola altaica）是堇菜科堇菜属的植物。分布在俄罗斯、中亚地区以及中国大陆的新疆等地，生长于海拔2,700米至3,500米的地区，一般生长在亚高山草甸、山坡林下、高山以及草地。